# Референдум о независности Црне Горе 2006.
Референдум о независности Црне Горе је био референдум о државној независности Републике Црне Горе. Одржан је 21. маја 2006. године. Према званичним резултатима, већина грађана који су изашли на референдум се определила за обнову независности Црне Горе. Од укупно 484,718 грађана са правом гласа, на референдум је изашло 419,236 (86.49%). У прилог независности се изјаснило 230,711 грађана, што је представљало 47,5% у односу на укупно бирачко тело, односно 55,5% у односу на укупан број важећих гласова.
Референдумско питање је гласило: „Желите ли да Република Црна Гора буде независна држава са пуним међународно-правним субјективитетом?“. Понуђени одговори су били: ДА или НЕ. За прву опцију су се залагале странке окупљене око „Блока за независну Црну Гору“, док су се за другу опцију залагале странке окупљене око „Блока за очување Државне заједнице Србије и Црне Горе“.
За легитимност референдума била је неопходна излазност од преко 50% уписаних бирача, а за доношење одлуке о независности било је потребно да та опција премаши посебну већину од 55% важећих гласова. Коначни обрачун процената вршен је у односу на укупан број важећих гласова, а не у односу на укупан број грађана који су изашли на гласање, пошто су од броја изашлих одбијани неважећи гласови, који нису узимани у обзир приликом коначног обрачуна процената.
Према званичним резултатима, излазност је била веома висока (86.49%), а опција за независност је добила 55,5% важећих гласова, тако да је референдум проглашен успешним, а Црна Гора је 3. јуна проглашена за самосталну и суверену државу. Припрему и спровођење референдума пратиле су бројне контроверзе које су се односиле на права и положај српског народа у Црној Гори. Током спровођења референдумског процеса, дошло је до бројних неправилности, услед којих је легитимитет званично саопштених резултата био доведен у питање, а додатне сумње у регуларност референдума су биле изазване односом Републичке референдумске комисије према бројним приговорима, који су сви до једног сумарно одбијени.
Према претходном договору, Србија је као правна насљедница Државне заједнице Србије и Црне Горе насљедила чланство у међународним организацијама, којима је Црна Гора приступила као потпуно нова држава. Ово је био други референдум о државном статусу Црне Горе, док је први референдум из 1992. године имао супротан резултат, са 95,96% гласова за заједничку државу.

## Правни оквир
Једно од кључних питања, које се поводом референдума постављало пред све политичке чиниоце у Црној Гори било је питање о правном оквиру за спровођење референдума. Иако су тежиле ка различитим исходима референдумског процеса, обије стране су начелно заступале став да референдум у смислу легалности и легитимности мора бити спроведен на начин који ће бити унапред прихваћен од стране свих политичких чинилаца.
Кључна питања, која су се односила на правни оквир за спровођење референдума, проистицала су из извесних пропуста коју су учињени 1992. године, приликом доношења Устава Републике Црне Горе. Након првог референдума о државном статусу Црне Горе, који је одржан 1. марта 1992. године, Црна Гора је добила нови Устав, који је усвојен 12. октобра 1992. године. Устав је у члану 2. прописивао: "О промјени државног статуса, облика владавине и промјени границе не може се одлучивати без претходно спроведеног референдума грађана", али тим поводом није прописана одредба о неопходној већини за одлучивање о поменутим питањима од највишег државног и политичког значаја. Устав је у члану 83. такође прописивао да се одлука о расписивању референдума доноси већином гласова од укупног броја посланика у Скупштини Црне Горе, али тим поводом није дефинисана посебна већина која би била неопходна за усвајање самог закона о референдуму, нити је дефинисана разлика између спровођења мандаторних референдума о кључним државним питањима из 2. члана и опционих референдума о осталим питањима од нижег политичког значаја.
Захваљујући тим пропустима, владајуће странке у Црној Гори су 2001. године донијеле општи Закон о референдуму, који такође није правио никакву разлику између мандаторних и опционих референдума. Поменути закон је прописивао да ће се сваки референдум сматрати успјешним уколико се на гласање одазвала већина од укупног броја бирача и уколико је референдумско питање задобило већину гласова у односу на број оних који су гласали. Такво рјешење је наишло на оштро противљење опозиционих странака, које су заступале став да је за легитимно спровођење референдума о кључним државним питањима неопходно прописати посебне услове, који би подразумијевали да ће се референдумско питање сматрати усвојеним само ако за њега гласа већина од укупног броја бирача. У расправу о рјешавању овог кључног питања укључио се и ОЕБС, који је 6. јула 2001. године објавио посебан извјештај у коме је властима Црне Горе препоручено да се за спровођење референдума о кључним питањима дефинише посебна већина.
Ова препорука ОЕБС-а, која је ишла у прилог ставовима опозиционих странака, наишла је на отпор владајућих странака у Црној Гори, које су током наредних година наставиле да бране рјешења садржана у Закону о референдуму из 2001. године. Ово питање је добило на тежини током 2005. године, када се почело приближавати вријеме за отпочињање припремних радњи за одржавање најављеног референдума о државном статусу Црне Горе.
У међувремену, поново су покренута и нека ранија питања, која су се односила на усклађивање Устава Црне Горе са Уставном повељом Србије и Црне Горе. Питање доношења уставних амандмана био је нерешено још од 2003. године, тако да је Устав Црне Горе и даље дефинисао Црну Гору као државу-чланицу већ увелико непостојеће Савезне Републике Југославије. Пошто до усклађивања није дошло, помен СРЈ у Уставу Црне Горе никада није био замјењен одговарајућим поменом новостворене Државне заједнице Србије и Црне Горе. У прољеће 2005. године, усвојени су амандмани на Уставну повељу Србије и Црне Горе, а посебан значај је имао амандман бр. 2 који је прописивао да ће се референдум о статусу државе-чланице организовати у сарадњи са Европском унијом, чиме је постављен правни темељ за непосредно учешће ЕУ у референдумском процесу.

## Доношење референдумског закона
Крајем 2005. године, постало је извјесно да ће за спровођење референдума о државном статусу Црне Горе бити неопходно доношење посебног закона, који би дефинисао референдумско питање и прописао већину неопходну за пуноважност референдума. Тим поводом је дошло до интензивирања јавне расправе, током које су изношени разни приједлози.
Опозиционе странке у Црној Гори, које су се залагале за опстанак Државне заједнице Србије и Црне Горе, првобитно су заступале став да одлука о независности може бити донијета само ако се у прилог независности изјасни апсолутна већина од укупног броја грађана са правом гласа. Насупрот томе, владајуће црногорске странке су заступале став да је за доношење одлуке о независности довољно да се у прилог независности изјасни проста већина од оног броја грађана који ће изаћи на гласање. Додатно питање, које је такође било предмет спора, односило се на признавање гласачког права бројним држављанима Црне Горе који су имали пребивалиште на подручју Србије, а којима црногорско изборно законодавство није признавало бирачка права. Пошто се радило о значајном броју од преко 260,000 потенцијалних гласача, опозиционе странке су захтијевале да се због важности референдума изврше неопходне измјене у изборном законодавству, али томе су се одлучно успротивиле црногорске владајуће странке.
Као посредник у овим расправама појавила се Европска унија. Крајем 2005. године, тадашњи високи представник ЕУ за спољну политику и безбједност Хавијер Солана именовао је словачког дипломату Мирослава Лајчака за свог специјалног представника у Црној Гори, чиме је ЕУ преузела политичко покровитељство над даљим током референдумског процеса. Основни циљ европског посредовања огледао се у отклањању опасности од евентуалног бојкота референдума од стране унионистичке опозиције, коју је ради легитимизације црногорске независности требало привољети на учешће у референдумском процесу. Главну препреку на путу до тог циља представљали су изворни захтјеви унионистичког блока, који су гарантовали опстанак заједничке државе, те су стога били неприхватљиви за ЕУ. Ради уклањања те препреке, одабран је посредан пут, који је водио преко званичног Београда. Уочивши извјесне разлике у ставовима између Бориса Тадића као предсједника Србије и Војислава Коштунице као предсједника владе, Солана и Лајчак су крајем јануара и почетком фебруара развили живу дипломатску активност на релацији Брисел-Београд.
У то вријеме, предсједник Србије се налазио у веома специфичној ситуацији. На једној страни, јавност је очекивала да ће Борис Тадић као син академика Љубомира Тадића, који је био челник Покрета за европску државну заједницу Србије и Црне Горе, наставити да пружа подршку изворним захтјевима унионистичког блока. Међутим, у политичким и дипломатским круговима је било познато да је главни савјетодавац предсједника Србије у свим стварима које се односе на рјешавање црногорског питања био Зоран Лутовац, који је заступао став да политику Србије према Црној Гори треба уклопити у преговарачки процес који се одвијао под покровитељством ЕУ. Његов јавно изречени приједлог од 30. јануара, који се односио на евентуалну посредничку улогу Србије у проналажењу одговарајућих компромисних рјешења, протумачен је као Тадићево сврставање уз политику ЕУ.
Уочивши опасност, Војислав Коштуница је почетком фебруара у јавним наступима и директним контактима са Соланом поновио своју подршку изворним захтјевима унионистичког блока, заложивши се за прихватање референдумског модела заснованог на апсолутној већини гласова у односу на укупан број бирачког тијела. Иако је био саслушан са пажњом, па чак и јавно похваљен од стране представника ЕУ због конструктивног доприноса дијалогу, његови напори су остали без стварног учинка. Солана и Лајчак нису рачунали да ће Коштуница одустати од својих ставова, али су током поменутих контаката процјенили да се премијер Србије неће активно супротстављати проналажењу компромисних рјешења, уколико би она била плод договора између два блока у самој Црној Гори. Стога су у договору са Тадићем и Коштуницом учињени први кораци ка стварању предуслова за покретање кључних питања: у Београду је 9. фебруара боравио Предраг Булатовић, предсједник СНП и лидер унионистичког блока, који је након сусрета и разговора са Тадићем и Коштуницом изјавио да унионисти не одустају од својих изворних захтјева, али је такође додао да ће евентуални компромисни приједлози ЕУ свакако бити узети у разматрање. Иако је јавност била фокусирана на први дио његове изјаве, убрзо се показало да је други дио био од далеко већег значаја.
Процјенивши да су добили зелено свјетло од Тадића, Коштунице и Булатовића, европски посредници су приступили формулисању својих компромисних приједлога. Након додатних контаката са кључним политичким чиниоцима, како у Црној Гори тако и у Србији, Солана и Лајчак су 15. фебруара 2006. године предложили компромисно рјешење: одлука о независности ће се сматрати важећом уколико се у прилог независности изјасни више од 55% у односу на укупан број важећих гласова (укупан број гласалих, умањен за број неважећих гласова).
Такав приједлог је довео до отварања нових расправа, како међу опозиционим, тако и међу владајућим странкама. Приједлогу се отворено супротставила Социјалдемократска партија Црне Горе, а исто су учинили и посланици бившег Либералног савеза Црне Горе. Поменуте странке су се годинама уназад залагале за независност Црне Горе, али су биле против прихватања прага од 55% и наставиле су да се залажу за просту већину у односу на укупан број гласалих. Насупрот њима, Демократска партија социјалиста Црне Горе је након почетног отпора процјенила да се праг од 55% ипак може достићи, те је стога показала спремност да подржи приједлог ЕУ. Међутим, пошто ДПС није могла самостално да изгласа нови референдумски закон, кључна улога у избору коначног рјешења припала је унионистичким странкама, које су се нашле пред великим историјским искушењем. Под притиском који је вршен у име ЕУ, руководства унионистичких странака су крајем фебруара пристала да подрже компромисни приједлог. Прва је то учинила Народна странка (20. фебруар), а за њом су истим путем кренуле Српска народна странка (22. фебруар) и Демократска српска странка (24. фебруар), док је Социјалистичка народна партија Црне Горе свој став озваничила 25. фебруара.
У вријеме када је већина политичких чинилаца у Црној Гори пристала на квалификовану већину од 55%, иза тог приједлога су још увијек стајали само Солана и Лајчак. Иако је у домаћој јавности био створен утисак да иза поменутог приједлога званично стоји читава ЕУ, то је било далеко од политичке стварности, пошто су поједине државе-чланице биле веома незадовољне због наметања посебних услова Црној Гори. Због отпора поменутих држава, у званичним актима кључних тијела ЕУ, као што су Европска комисија или Савет ЕУ, увијек је помињана само начелна подршка напорима Солане и Лајчака, али ни у једном званичном документу тих тијела није било ни помена о конкретној квалификованој већини од 55%, нити су та тијела ЕУ икада донијела било какве одлуке или закључке у којима би било дефинисано да ће ЕУ валидном сматрати само већину од 55%, о којој у актима ЕУ није било ни помена. У исто вријеме, начелна подршка ЕУ напорима Солане и Лајчака представљана је у јавности као подршка њиховом приједлогу о већини од 55%, иако иза тога није стајала никаква конкретна одлука или закључак, нити било каква званично преузета обавеза од стране ЕУ. Међутим, данима уочи кључне сједнице Савета ЕУ, која је била заказана за 27. фебруар, унапред се знало да то тијело неће преузимати никакве званичне обавезе поводом евентуалног референдумског исхода који би био у "сивој зони" између 50% и 55%, што се показало као тачно.
Ту околност су благовремено уочили црногорски државни званичници, који су били у сталном контакту са појединим европским функционерима који нису подржавали приједлог Солане и Лајчака. Схвативши да се ЕУ, упркос високој реторици њених представника, ничим није званично обавезала да ће прихватити само резултат од преко 55%, руководство владајуће ДПС је 27. фебруара, након сазнања о исходу сједнице Савета ЕУ, одлучило да приједлог Солане и Лајчака прихвати искључиво из тактичких разлога, процјенивши да би евентуално одбијање приједлога ишло на руку унионистичкој опозицији, која би тиме добила изговор за бојкот референдума.
На другој страни, челници унионистичког блока су успели да увјере своје присталице да иза већине од 55%, коју су формулисали Солана и Лајчак, званично стоји читава Европска унија, што није било тачно, пошто се кључна тијела ЕУ (Европска комисија, Савет ЕУ) ничим нису обавезала да ће независност Црне Горе бити призната само и искључиво у случају достизања већине од 55%. У политичкој стварности, приједлог Солане и Лајчака је за кључне чиниоце у ЕУ, а такође и за црногорске званичнике, имао смао једну стварну функцију: то је било пуко средство којим је унионистичке странке требало привољети на учешће у референдумском процесу.
Тај кључни циљ остварен је 1. марта 2006. године, када је Скупштина Црне Горе изгласала "Закон о референдуму о државно-правном статусу Републике Црне Горе". За дан одржавања референдума одређен је 21. мај. Од тадашњег укупног броја посланика (75), за усвајање закона гласало је њих 60. За закон су гласале: Демократска партија социјалиста Црне Горе, Социјалистичка народна партија Црне Горе, Српска народна странка, Народна странка, Демократска српска странка и Демократска унија Албанаца. Против закона су гласале: Социјалдемократска партија Црне Горе, Либерални савез Црне Горе и неке мање странке. Као неопходан услов за успјех референдума, закон је прописивао већину од 55% у односу на број важећих гласова (укупан број изашлих, умањен за број неважећих гласова). Сјутрадан по усвајању, закон је проглашен указом Филипа Вујановића, предсједника Црне Горе.
Напуштањем основног демократског принципа, по коме се кључне референдумске одлуке од државног и историјског значаја доносе већином гласова у односу на укупан број бирача, опозиционе странке су омогућиле владајућој ДПС да након усвајања закона формулише стратегију придобијања релативне већине, око чега су се окупиле све странке и друге друштвене организације које су се залагале за независност. Суочени са нарастајућим изазовима, челници унионистичких странака, Социјалистичке народне партије (Предраг Булатовић), Српске народне странке (Андрија Мандић), Народне странке (Предраг Поповић) и Демократске српске странке (Ранко Кадић), указивали су у више наврата, приликом сусрета са представницима ЕУ, на разне недостатке, пропусте и неправилности у спровођењу референдумског процеса, очекујући званичну реакцију ЕУ, која је у потпуности изостала.
За то вријеме, владајуће странке су на терену извршиле мобилизацију свих својих чланова и присталица, који су уз помоћ државних власти спроводили организовану кампању по принципу: од врата до врата. У круговима око Блока за независност отворено се спекулисало и са такозваном сивом зоном, односно са могућим исходом по коме би независност добила подршку више од 50%, али мање од 55% важећих гласова.
Иако су такви ставови били у потпуној супротности са одредбама референдумског закона, тим поводом се није огласило ни једно кључно тијело Европске уније (Европска комисија, Савет ЕУ), тако да је терет изјашњавања о сивој зони пао на Мирослава Лајчака, који је у више наврата исказивао своје лично увјерење да црногорска власт у случају резултата између 50% и 55% неће предузимати једностране кораке. На сједници одржаној 15. маја, Савет ЕУ је усвојио закључак којим се све стране у Црној Гори позивају на поштовање закона и референдумског процеса, али из тог закључка је поново изостао изричити помен квалификоване већине од 55%, а такође је поново изостало и преузимање било какве изричите обавезе у смислу непризнавања другачијих резултата од стране ЕУ. Упркос све јаснијим тенденцијама, које су сведочиле да ЕУ ни на који начин не жели да се званично обавеже у погледу референдумског исхода, челници унионистичког блока су наставили да се поводе за умирујућим тумачењима Солане и Лајчака, чији је основни задатак био да унионисте изведу на референдум, и да их након тога пусте низ воду.
На ток референдумске кампање значајно је утицало и одустајање унионистичких странака од првобитног и дуго заступаног става да се изјашњавање на референдуму мора омогућити и оним држављанима Црне Горе који су имали пребивалиште на подручју Србије. Све до почетка 2006. године, државни органи Србије су такође заступали став да држављанима Црне Горе који живе у Србији треба признати право да се изјасне о будућем статусу Црне Горе, али тим поводом нису били предузети конкретни кораци у циљу реализације поменутог права на територији Србије (стварање посебног бирачког списка, доношење закона о изјашњавању држављана Црне Горе на територији Србије). Иако је на челу посебног "Одбора за одбрану једнаких права држављана Црне Горе" још од 2001. године стајао академик Љубомир Тадић, отац Бориса Тадића, председника Републике Србије, до изјашњавања држављана Црне Горе на територији Србије на крају није дошло чак ни у виду консултативног референдума, који је могао бити одржан и пре самог референдума у Црној Гори. Коначним одустајањем државних органа Србије и унионистичких странака у Црној Гори од сваке даље борбе за референдумско изјашњавање држављана Црне Горе у Србији, значајно је оснажена позиција суверенистичког блока у самој Црној Гори.

## Подгорички споразум и Бошњачки блок
Од самог почетка референдумског процеса било је извјесно да ће коначни исход у великој мјери зависити од изјашњавања мањинских народа у Црној Гори. Владајуће црногорске странке су стога уложиле велики напор у циљу придобијања мањинских странака. Током марта 2006. године, отпочели су преговори између руководства владајуће ДПС и новостворене Бошњачке странке, која је настала уједињењем неколицине бошњачких странака и организација. Преговори су резултирали постизањем сагласности о кључним питањима. У замјену за референдумску подршку црногорској државној независности, руководство Бошњачке странке је од представника ДПС-а тражило и добило низ обећања, која су се односила на конститутивност бошњачког народа, гарантовану заступљеност Бошњака на свим нивоима власти и проналажење низа конкретних рјешења за неометан национални и културни развој Бошњака у Црној Гори. Споразум између БС и ДПС је званично потписан наредног дана, 23. марта 2006. године у Подгорици, а потписе на споразум су ставили Мило Ђукановић испред ДПС и Рафет Хусовић испред БС. Након склапања Подгоричког споразума, руководство БС је позвало бошњачке гласаче да на предстојећем референдуму подрже независност Црне Горе.
На другој страни, на сјеверу Црне Горе је дошло до посебног груписања бошњачких организација које су се залагале за очување јединственог Санџака, противећи се свим даљим државно-политичким подјелама те области. Полазећи од тог основног циља, руководства поменутих организација нису подржала замисао о одвајању Црне Горе од Србије, сматрајући да би то довело до коначне и неповратне подјеле Санџака и даље фрагментације и маргинализације бошњачког народа у читавом региону. Стога је дошло до њиховог организационог обједињавања и стварања посебног Бошњачког блока, који је у априлу 2006. године позвао Бошњаке у Црној Гори да се на предстојећем референдуму о државном статусу не изјашњавају у прилог независности. У склопу реализације својих стратешких опредјељења, прваци Бошњачког блока су током референдумске кампање сарађивали са разним политичким и друштвеним организацијама које су се такође залагале за очување Државне заједнице Србије и Црне Горе.

## Утврђивање резултата
Према одредбама референдумског закона, који је у Скупштини Црне Горе усвојен 1. марта 2006. године, утврђивање званичних резултата референдума спадало је у надлежност Републичке референдумске комисије, која се састојала од председника и 16 редовних чланова, од којих је подједнак број (по осам) био биран из редова суверенистичког и унионистичког блока. Посебна улога била је предвиђена за председника РРК, који је по члану 11. референдумског закона био биран из редова европских функционера, док је чланом 10. истог закона било предвиђено да ће председник РРК имати одлучујући (златни) глас у случају подељености приликом одлучивања у РРК.
Закон је у члану 12. такође прописивао да свих 16 редовних чланова РРК морају бити изабрани из реда дипломираних правника, а иста обавеза важила је и за секретара РРК. Међутим, закон није прописао поменути услов и за избор председника РРК, иако је та функција по свом значају захтијевала личност са високим правним образовањем и значајним судијским искуством. Овај индикативни изузетак био је учињен из политичких разлога, пошто је Мирослав Лајчак уочи усвајања закона инсистирао да се лидери оба блока обавежу на прихватање његовог приједлога да се за председника РРК изабере његов лични пријатељ, словачки лингвиста и дипломата Франтишек Липка, који није имао никакво правно образовање. Тако се догодило да је 15. марта, уместо било ког од неколико хиљада европских правних стручњака међу којима је било и неколико стотина врхунских експерата за изборно право, за председника РРК изабран човек без икаквог правног образовања, а за његов избор су у Скупштини Црне Горе гласали представници оба блока, с тим што је само једна страна знала шта ради, док је друга страна гласала уз ослонац на Лајчакову задату реч о личном интегритету и непристрасности његовог кандидата.
Неодговоран однос лидера унионистичког блока према прописивању законских предуслова за обављање функције председника РРК и њихов још неодговорнији однос према потоњем избору личности за ту кључну функцију, тешко се осветио свим присталицама очувања државног заједништва Црне Горе и Србије, што је постало очигледно већ на дан референдума, који је одржан 21. маја 2006. године. Недуго након саопштавања првих незваничних резултата од стране појединих странака и специјализованих организација, Франтишек Липка је у својству председника РРК почео да даје изјаве које су ишле у прилог суверенистичком блоку, што је значајно допринело стварању првих утисака о успешном спровођењу референдума. У међувремену, у РРК су почели да пристижу бројни приговори, који су сведочили о многим пропустима и неправилностима на разним бирачким местима. Током наредних дана, приликом одлучивања о поменутим приговорима, дошло је до оштре поделе међу члановима РРК, тако да је кључна улога у процесу одлучивања припала Липки, као председнику РРК. Управо захваљујући његовом "златном гласу" сумарно су одбијени сви приговори опозиције, којих је било преко две стотине, што је довело до вишеструких и дугорочних последица. На првом месту, Липкино држање је омогућило суверенистима да и формално озваниче своју унапред проглашену победу на референдуму, а начин на који су Лајчак и Солана подржали такав исход побудио је додатне сумње у улогу Европске уније у надгледању и спровођењу читавог референдумског процеса.
Након сумарног одбијања свих приговора и потоњег истека свих рокова за евентуалне жалбе, РРК је 31. маја 2006. године донела одлуку о проглашавању коначних референдумских резултата. Према тој одлуци, за државну независност Црне Горе изјаснила се већина од 55.5% важећих гласова, чиме је био премашен праг од 55% који је био прописан референдумским законом. За озваничење таквих резултата од стране РРК гласали су сви чланови из суверенистичког блока, док су сви чланови из унионистичког блока били против, тако да је одлука усвојена уз помоћ "златног гласа" Франтишека Липке, који је потом јавно саопштио коначне резултате референдума.

## Проглашење независности
Након проглашавања званичних референдумских резултата, Скупштина Црне Горе је 3. јуна 2006. године усвојила Одлуку о проглашењу независности Републике Црне Горе, чиме је Црна Гора, после 88 година, поново постала самостална држава. Такође је усвојена и посебна Декларација независне Републике Црне Горе. Доношење ових аката присутни у сали пропратили су дуготрајним аплаузом.
Формалном проглашењу независности Црне Горе у Скупштини нису присуствовали посланици Блока за заједничку државу, који нису признавали резултате референдума. Блок за заједничку државу одбио је да прихвати резултат референдума, наводећи да референдум није био фер и демократски и да не представља прави израз воље грађана Црне Горе.

## Питање скупштинске потврде
Од самог покретања јавне расправе о одржавању референдума, међу кључним питањима од највећег политичког значаја нашло се и једно веома специфично питање, које се односило на неопходност двотрећинске потврде референдумског исхода у Скупштини Црне Горе. То питање је проистицало из члана 119. тадашњег Устава Црне Горе, који је прописивао начин за доношење уставног амандмана о промјени државног статуса. За доношење таквог амандмана је поред двотрећинске већине укупног броја посланика била неопходна и двотрећинска потврда у новом скупштинском сазиву, који је биран након мандаторног распуштања претходног сазива у којем је такав амандман првобитно усвојен.
У извјештају од 6. јула 2001. године, ОЕБС је указао на изузетну важност и сложеност овог уставно-правног питања, указавши на неопходност додатног преиспитивања и усаглашавања релевантне правне нормативе, а истим поводом је препоручено да то питање буде размотрено и пред Уставним судом Црне Горе. У међувремену, политички чиниоци у Црној Гори су заузели опречне ставове према поменутом питању. Унионистичка опозиција је тврдила да свака референдумска одлука о промени државног статуса мора бити потврђена у складу са 119. чланом устава, који је прописивао поступак за доношење уставног амандмана о промени државног статуса, а то је у пракси значило обезбеђивање двотрећинске већине у односу на укупан број посланика. Пошто никада нису располагале таквом већином, суверенистичке странке су отворено оспоравале неопходност било какве накнадне потврде референдумског исхода, тврдећи да референдумска одлука по својој снази и пуноважности стоји изнад сваке уставне норме. Расправе о овом питању су интензивиране крајем 2005. и почетком 2006. године, у вријеме покретања преговора о утврђивању референдумских услова.
Увидевши значај овог питања, Мирослав Лајчак је током фебруара и марта 2006. године предлагао челницима оба блока да потпишу заједничку политичку декларацију у којој ће се сви учесници у референдумском процесу обавезати на поштовање унапред договорених процедура, које су се односиле на редослед корака након самог референдума. У том смислу, Лајчак је прижељкивао идеално рјешење по којем ће обије стране прихватити сваки исход референдума, након чега би усљедила и одговарајућа двотрећинска потврда таквог исхода у Скупштини Црне Горе. Међутим, та замисао је почивала на претпоставци да резултати референдума, без обзира на исход, неће бити спорни, што на крају није био случај.
У међувремену, пред Уставним судом Црне Горе покренут је поступак за оцјену уставности Закона о референдуму. Покретање поступка иницирале су организације са оба краја референдумског спектра. Тако је НВО Грађанска алтернатива већ 3. марта поднијела захтјев за преиспитивање законског члана 6. тврдећи да се одредбом о квалификованој већини од 55% у неравноправан положај доводе грађани који подржавају независност. Захтјев за преиспитивање закона поднио је и Покрет за европску државну заједницу Србије и Црне Горе који је иницирао разматрање питања о двотрећинској потврди референдумског исхода у Скупштини Црне Горе, позивајући се на одредбе из члана 119. Устава Црне Горе. Поводом првог питања Уставни суд је 17. маја потврдио уставност Закона о референдуму, док је поводом другог питања усвојио тумачење које је ишло у прилог ставовима суверенистичког блока, али без оспоравања чињенице да спровођење поступка из члана 119. подразумијева претходно одржавање референдума.
Таквим тумачењем Уставног суда (Службени лист Црне Горе, 37/2006), показало се да је унионистичка опозиција начинила грешку историјских размјера пристајући на доношење Закона о референдуму без претходног покретања поступка за доношење одговарајућег уставног амандмана по слову члана 119. који је прописивао процедуру за промјену државног статуса. Тиме су очигледним постали и разлози због којих суверенистички блок, упркос вишегодишњем залагању за независност Црне Горе, никад није покренуо поступак за доношење одговарајућег уставног амандмана, пошто је до независности настојао да дође другим путем, уз заобилажење процедуре из члана 119. која је прописивала и двотрећинско одлучивање у Скупштини Црне Горе. Та стратегија се на крају показала као успјешна, управо захваљујући пристајању унионистичког блока на процедуру која је спроведена мимо члана 119. Устава Црне Горе. Коначне посљедице унионистичког пропуста показале су се непосредно након одржавања референдума.
Током критичних дана између одржавања референдума (21. маја) и проглашења независности (3. јуна), унионистичка опозиција је отворено одбацивала тврдње суверенистичког блока о успјешном исходу референдума, доводећи тиме у питање цјелокупан референдумски процес. У атмосфери опште неизвјесности покретана су бројна питања, а једно од њих је било и питање о неопходности двотрећинске потврде референдумског исхода у Скупштини Црне Горе. Пошто је РРК одбацила све приговоре на регуларност референдума, представници унионистичких странака су одбили да признају резултате које је 31. маја озваничила РРК, чиме је била искључена свака могућност за формирање било какве двотрећинске већине у Скупштини Црне Горе. Међутим, до блокаде о том питању на крају ипак није дошло, усљед извјесних промјена у држању руководства СНП, највеће унионистичке странке. Иако је истрајало у ставу да резултати које је објавила РРК не представљају стварну вољу грађана Црне Горе, руководство СНП је под директним притиском ЕУ одустало од предузимања било каквих активних корака, опредијеливши се за исказивање пасивног незадовољства. Тиме је са дневног реда скинуто и формално залагање унионистичког блока за поштовање члана 119. Устава Црне Горе по питању промјене државног статуса, чиме је суверенистичком блоку било омогућено да коначну одлуку о проглашењу независности донесе простом већином гласова у Скупштини Црне Горе, на сједници одржаној 3. јуна 2006. године. Унионистичке странке тој сједници нису присуствовале, али такође нису ни покренуле било какав поступак за оцјену уставности те одлуке наспрам члана 119. Устава Црне Горе чиме су на посредан начин додатно увеличале политички успјех суверенистичког блока.

## Међународно праћење
Републичка референдумска комисија Црне Горе издала је службена овлашћења за више од 3.330 домаћих и страних посматрача, који су надгледати референдумско изјашњавање 21. маја. Референдумски процес су надгледали посматрачи из 22 домаће и стране организације, институције и установе. Референдум је пратила и делегација Парламентарне скупштине Савета Европе, коју је чинило 15 чланова. Ова делегација, коју је предводио Жан-Шарл Гардето, пристигла је у Подгорицу 19. маја, где се састала са представницима блока за независност и блока за заједничку државу, представницима владе, органа за спровођење референдума и разних медија.